# Alfarnatejo
Alfarnatejo és un municipi d'Andalusia, a la província de Màlaga. Limita al nord i est amb Alfarnate, al sud amb Periana i Riogordo, i a l'oest amb Colmenar.
El nucli de població està situat a 898 metres d'altura. El terme, de terreny accidentat, es troba envoltat pel pic de Chamizo (1.637 m), el del Gallo (1.356 m) i el Vilo (1.412 m). Al municipi hi ha els Altos del Fraile (1.222 m) i de Doña Ana (1.188 m).
El riu Sabar travessa el municipi juntament amb alguns rierols. La principal font és la de la Teja, que abasteix d'aigua la població.